# دیتر لمکه
دیتر لمکه (انگلیسی: Dieter Lemke; ۱۴ آوریل ۱۹۵۶ – ۱۵ فوریهٔ ۲۰۱۵) بازیکن فوتبال اهل آلمان بود.
از باشگاه‌هایی که در آن بازی کرده‌است می‌توان به باشگاه فوتبال اس‌سی فورتونا کلن و باشگاه فوتبال بوخوم اشاره کرد.